# Jürgen Schrötteringk (Oberalter, 1551)
Jürgen Schrötteringk (* 1551 in Wellingholzhausen; † 27. Januar 1631 in Hamburg) war ein deutscher Kaufmann und Hamburger Oberalter.

## Leben
Schrötteringk war ein Sohn des Bauern Johann Schrötteringk. Er verlor seine Eltern in jungen Jahren und kam als Waisenkind nach Hamburg. Dort machte er eine Kaufmannslehre bei Simon Hartiges, welcher später sein Kompagnon wurde.
Als Kaufmann übernahm Schrötteringk das Amt des kaiserlichen Salzfaktors von seinem Schwiegervater Diederich von Holten. Das unreine, bräunliche Boysalz aus Spanien wurde vor allem in schlesischen Salzwerken verfeinert. Schrötteringk transportierte das Salz mit Schiffen über die Elbe nach Schlesien und führte auf dem Rückweg ungarisches Kupfer nach Spanien aus. Als das Salzgeschäft ab 1620 nur noch kleine Gewinne einbrachte, legte Schrötteringk 1625 sein Amt als Salzfaktor nieder und betätigte sich als Reeder. Sein Sohn, der spätere Bürgermeister Johann Schrötteringk, setzte das Kupfergeschäft fort und fuhr ab 1625 schwedisches Kupfer nach Spanien.
Schrötteringk übernahm als Bürger verschiedene Ehrenämter. So beteiligte er sich finanziell an der Errichtung des Hamburger Waisenhauses und wurde am 14. November 1600 dessen Provisor.
Am 2. September 1602 wählte die Hamburger Bürgerschaft 100 Bürger, die sogenannten Hundertmänner, zu denen auch Schrötteringk gehörte, um einen neuen Rezess mit dem Rat zu erarbeiten. Der 11. Hamburger Rezess wurde am 6. Oktober 1603 abgeschlossen.
1609 wurde Schrötteringk zum Kämmereibürger gewählt. Als solcher gehörte Schrötteringk 1620 und 1621 zu den Sechszigern, einer Deputation von 60 Bürgern, welche nach dem Antrag des Rats vom 28. April 1620 von der Bürgerschaft gewählt wurde, eine neue Accise- und Licent-Ordnung zu erarbeiten. Des Weiteren sollte diese Deputation alljährlich in der Osterwoche die Mängel und Gebrechen, welche während des Jahres bei den Oberalten und Kämmereibürgern gemeldet wurden, besprechen und die Schuldigen bestrafen.
Während des Dreißigjährigen Krieges drang am 28. Juli 1626 der Heerführer Christian Wilhelm von Brandenburg in das Schloss Ritzebüttel ein. Der Amtmann des Hamburger Amtes Ritzebüttel Hans Schaffshausen (1556–1638) wurde gefangen genommen, die Bewohner des Amtes ausgeraubt und das Umland geplündert. Der Hamburger Rat und die Bürgerschaft setzten daraufhin eine Deputation ein, die nötigen Mittel, Gelder und Soldaten aufzutreiben, um das Amt Ritzebüttel zurückzuerobern. Schrötteringk war Mitglied dieser Deputation. Nachdem ein Schreiben des dänischen Königs Christian IV. an den brandenburgischen Fürsten, die hamburgische Festung zu räumen, unbeantwortet geblieben war, segelten mehrere Kriegsschiffe von Hamburg die Elbe hinab nach Ritzebüttel. Daraufhin zogen die Besetzer ab, plünderten auf ihrem Abzug das Land Hadeln aus und fuhren mit 800 Wagen Beute davon.
Am 15. November 1626 wurde Schrötteringk für Johann vom Kampe (1569–1626) zum Oberalten im Kirchspiel Sankt Petri gewählt. 1629 wurde er Leichnamsgeschworener und starb 1631. Sein Nachfolger wurde Andreas Tegge (1568–1650).
Im Jahr 1617 hatte Schrötteringk das sogenannte Rote Haus in der Großen Reichenstraße errichten lassen. Dieses Haus diente als Brau- und Wohnhaus und ging 1623 als Familienfideikommiss in den Besitz seines jüngsten Sohnes Albert über. Schrötteringk zählte zu den reichsten Kaufleuten in Hamburg und hinterließ seinen Erben ein Vermögen von einer Million Mark Banco.
Der Schrötteringksweg in Hamburg-Uhlenhorst wurde im Jahr 1907 nach ihm benannt.

## Familie
Schrötteringk war zweimal verheiratet und hatte insgesamt 15 Kinder:
1. ⚭ mit Anna Hartiges, Tochter seines Lehrherrn und späteren Kompagnons Simon Hartiges
  1. Cäcilie (1584–1654), 1. ⚭ 1601 mit Bernhard Tegge (1561–1606), Jurist und Ratssekretär, 2. ⚭ 1609 mit Johann Moller (vom Hirsch) (1567–1613)[11][12], Jurist und schleswig-holstein-gottorfscher Rat,  3. ⚭ 1617 mit Johann Sillem († 1627)[13], Wechselmakler und Capitain der Hamburger Bürgerwache
  2. Anna, ⚭ mit Johann Kellinghusen († 1635)[14]
  3. Johann (1588–1676), Kaufmann und Bürgermeister
  4. Gesa (* 1590)
  5. Simon († 1631), Jurist, ⚭ mit Gesche Janes
  6. Eberhard († 1615)
  7. Jürgen († 1623)
2. ⚭ 1595 mit Anna von Holten (1577–1643), Tochter des Bürgermeisters Diederich von Holten († 1605)[15]
  1. Margaretha (1596–1633), ⚭ 1617 mit Ditmar Koel (1597–1653)[16], Kaufmann und Ratsherr
  2. Diederich (1597–1678), Kaufmann und Oberalter
  3. Catharina (1603–1638), ⚭ 1620 mit Magnus Hornmann (1596–1674)[17], Kaufmann und Oberalter
  4. Heinrich (* 1606), jung verstorben
  5. Elisabeth († 1649), ⚭ mit Paul Janes, Gotteskastenverwalter an der Hauptkirche Sankt Petri[18]
  6. Anna († 1637), ⚭ 1632 mit Nicolaus Jarre (1603–1678), Jurist und Bürgermeister
  7. Hinrich (1611–1686), Jurist und Protonotar
  8. Albert (1613–1672)[19], Jurist und Erbe des Familienfideikommisses, ⚭ mit Wolmar Rumpff († 1661)